# Bolitoglossa orestes
Bolitoglossa orestes е вид земноводно от семейство Plethodontidae. Видът е уязвим и сериозно застрашен от изчезване.

## Разпространение
Разпространен е във Венецуела.

## Описание
Популацията на вида е стабилна.